# Крайние точки Индии

Крайние точки Индии

Крайние точки Индии включают в себя географические места, западнее, севернее, восточнее или южнее которых, не существует точек на территории страны. Также приведены пункты имеющие максимальную и минимальную высоту над уровнем моря.
Самая северная точка, на которую претендует Индия, находится на территории, оспариваемой между Индией и Пакистаном, и эта территория частично управляется обеими странами. За исключением Канниякумари, самого южного населённого пункта материковой Индии, все остальные крайние точки страны необитаемы.
Координаты, приведённые ниже, взяты с ресурса Google Планета Земля, который использует геодезическую систему координат WGS84.

## Крайние точки
Самая северная точка, на которую претендует Индия, находится на территории Гилгит-Балтистан, находящейся под управлением Пакистана, на которую Индия претендует как на часть союзной территории Ладакх. Самая северная точка, находящаяся под управлением Индии, находится на союзной территории Ладакх, на которую Пакистан претендует как на часть автономной территории Азад-Кашмир. В нижеследующем списке приведена самая северная точка, на которую претендует Индия; самая северная спорная точка, находящаяся под фактическим управлением Индии; и самая северная международно признанная точка в Индии.
Самым восточным штатом Индии является Аруначал-Прадеш. Китай претендует на восточную часть этого штата как на часть своего Тибетского автономного района, хотя он де-юре и де-факто находится под управлением Индии; в этом спорном регионе расположена самая восточная из территорий, управляемых Индией.
| Точка                                    | Местонахождение                                                      | АТЕ                               | Граничит с                   | Координаты                      | Ссылки |
| ---------------------------------------- | -------------------------------------------------------------------- | --------------------------------- | ---------------------------- | ------------------------------- | ------ |
| Северная (оспаривается, управляется)     | Восток перевала Индира-Кол в леднике Сиачен                          | Ладакх                            | Синьцзян-Уйгурский АР, Китай | 35°40′28″ с. ш. 76°50′40″ в. д. |        |
| Северная (оспаривается, терр. претензия) | Восток перевала Килик в горах Каракорум                              | Гилгит-Балтистан (Пакистан)       | Синьцзян-Уйгурский АР, Китай | 37°05′09″ с. ш. 74°42′10″ в. д. |        |
| Северная (мжд. призн.)                   | Север долины Мияр, округ Лахул и Спити                               | Химачал-Прадеш                    | Ладакх                       | 33°15′22″ с. ш. 76°47′56″ в. д. |        |
| Южная                                    | Мыс Индира на о-ве Большой Никобар (Никобарские острова)             | Андаманские и Никобарские острова | Индийский океан              | 6°44′48″ с. ш. 93°50′33″ в. д.  |        |
| Южная (материковая Индия)                | Мыс Коморин, город Канниякумари                                      | Тамилнад                          | Индийский океан              | 8°04′08″ с. ш. 77°33′08″ в. д.  |        |
| Восточная (оспаривается, управляется)    | Немного восточнее деревни Донг, округ Анджав                         | Аруначал-Прадеш                   | Качин, Мьянма                | 28°00′42″ с. ш. 97°23′44″ в. д. |        |
| Восточная (мжд. призн.)                  | Перевал Чаукан немного восточнее деревни Виджайнагар, округ Чангланг | Аруначал-Прадеш                   | Качин, Мьянма                | 27°08′10″ с. ш. 97°09′57″ в. д. |        |
| Западная                                 | Приливный эстуарий Сэр-Крик, округ Кач                               | Гуджарат                          | Дельта Инда, Синд, Пакистан  | 23°37′34″ с. ш. 68°11′39″ в. д. |        |

## Крайние высо́ты
| Точка                                   | Название     | Высота, м | Местонахождение                                                                             | Штат                        | Координаты                      | Ссылки |
| --------------------------------------- | ------------ | --------- | ------------------------------------------------------------------------------------------- | --------------------------- | ------------------------------- | ------ |
| Высшая (мжд. призн.)                    | Канченджанга | 8586      | Восточные Гималаи, индийско-непальская граница                                              | Сикким                      | 27°42′09″ с. ш. 88°08′54″ в. д. |        |
| Высшая (оспаривается, терр. претензия)  | Чогори       | 8611      | Горы Каракорум, граница между Гилгит-Балтистаном (Пакистан) и Синьцзян-Уйгурским АР (Китай) | Гилгит-Балтистан (Пакистан) | 35°52′57″ с. ш. 76°30′48″ в. д. |        |
| Высшая (мжд. призн., полностью в Индии) | Нандадеви    | 7817      | Гималаи Гарвал                                                                              | Уттаракханд                 | 30°22′36″ с. ш. 79°58′15″ в. д. |        |
| Низшая                                  | Куттанад     | -2,2      | Аллеппи                                                                                     | Керала                      | 9°09′13″ с. ш. 76°28′23″ в. д.  |        |